# رانچو کوردووا (کالیفرنیا)
رانچو کوردووا (به انگلیسی: Rancho Cordova) شهری در شهرستان ساکرامنتو، کالیفرنیا ایالت کالیفرنیا است که در سرشماری سال ۲۰۱۰ میلادی، ۶۴۷۷۶ نفر جمعیت داشته‌است.